# Henry Greffulhe
Henry Greffulhe (Parigi, 25 dicembre 1848 – Parigi, 31 marzo 1932) è stato un nobile e politico francese.

## Biografia
Erede di una vasta fortuna, era il figlio di Louis-Charles Greffuhle e di sua moglie, Félicité-Pauline-Marie de la Rochefoucauld d'Estissac. Sposò Élisabeth della famiglia dei principi di Chimay, da cui ebbe una figlia, Élaine.
Era un amico intimo dello scrittore Marcel Proust. Fu una delle principali ispirazioni per il personaggio del "Duca di Guermantes" nel romanzo di Proust, Alla ricerca del tempo perduto.